# Armand Esders
Armand Esders, né à Anvers le 28 avril 1889 et mort à Paris 16e le 11 décembre 1940,, est un industriel français de l'habillement, mécène des sports nautiques, automobiles et aéronautiques.

## Biographie
Belge de naissance, Herman francisé Armand Esders est le fils de Henri, fondateur à Anvers de la firme Henri Esders en 1894 avec son frère Stefan Esders.

En 1909, doté comme ses deux frères d'un million de francs or pour s'installer aux U.S.A, de retour en France il est le seul à reprendre l'entreprise familiale et exploite, dans l'atelier qu'il fait construire par Auguste Perret, Avenue Philippe-Auguste dans le XIème , les machines à découper importées des États-Unis. le groupe possède alors 4 grands magasins à Paris.
- A Saint-Joseph, 115-119 rue Montmartre
- Grande Fabrique, 50 rue de Turbigo
- Tour St-Jacques, 88 rue de Rivoli
- Au Pont-Neuf, 4-6 rue du Pont-Neuf

Pendant la première guerre mondiale il sert dans l'infanterie belge.

Marié en 1920 à Yvonne Lescure, le couple a deux enfants une fille Christiane et un fils Bernard, père de Viviane. 
 
Il est naturalisé français en décembre 1926.

En 1929 séduit par Deauville il achète la villa "Tullamore", avec accès direct à la mer, qu'il rebaptise "Bertiane" raccourci des prénoms de ses enfants Bernard et Christiane. 
Mécène de la ville il finance les travaux d'agrandissement de l'église Saint Augustin, est à l'origine de la création de l'aérodrome Deauville-Saint-Gatien et un des membres fondateurs du Deauville-Yacht-Club.
De 1935 à 1940 il est conseiller municipal de Deauville.
Il meurt le 11 décembre 1940 à son domicile parisien 48 rue de Villejust.

## Avions
En 1929 son premier avion est un Farman 180. Passionné d'aviation, il est un des financiers principaux de l'aérodrome de Deauville-Saint-Gatien en 1931.
il possède alors un Farman F190 "Le Jade Vert II" acquis en 1930.
En 1934, il devient propriétaire d'un Douglas Dolphin 113 Hydravion basé à Deauville, "Le Jade Blanc V" . Il est également propriétaire d'un Morane 230.
Le pilote privé des avions est Edouard Deckert .
 
Le grand prix de l'aéro-club de France, coupe Armand Esders, est doté d'une coupe par Cartier. 

Il crée en 1935, une course de vitesse sur le trajet Deauville-Cannes-Deauville la coupe "Armand Esders" remportée par Guy de Chateaubrun.

## Bateaux

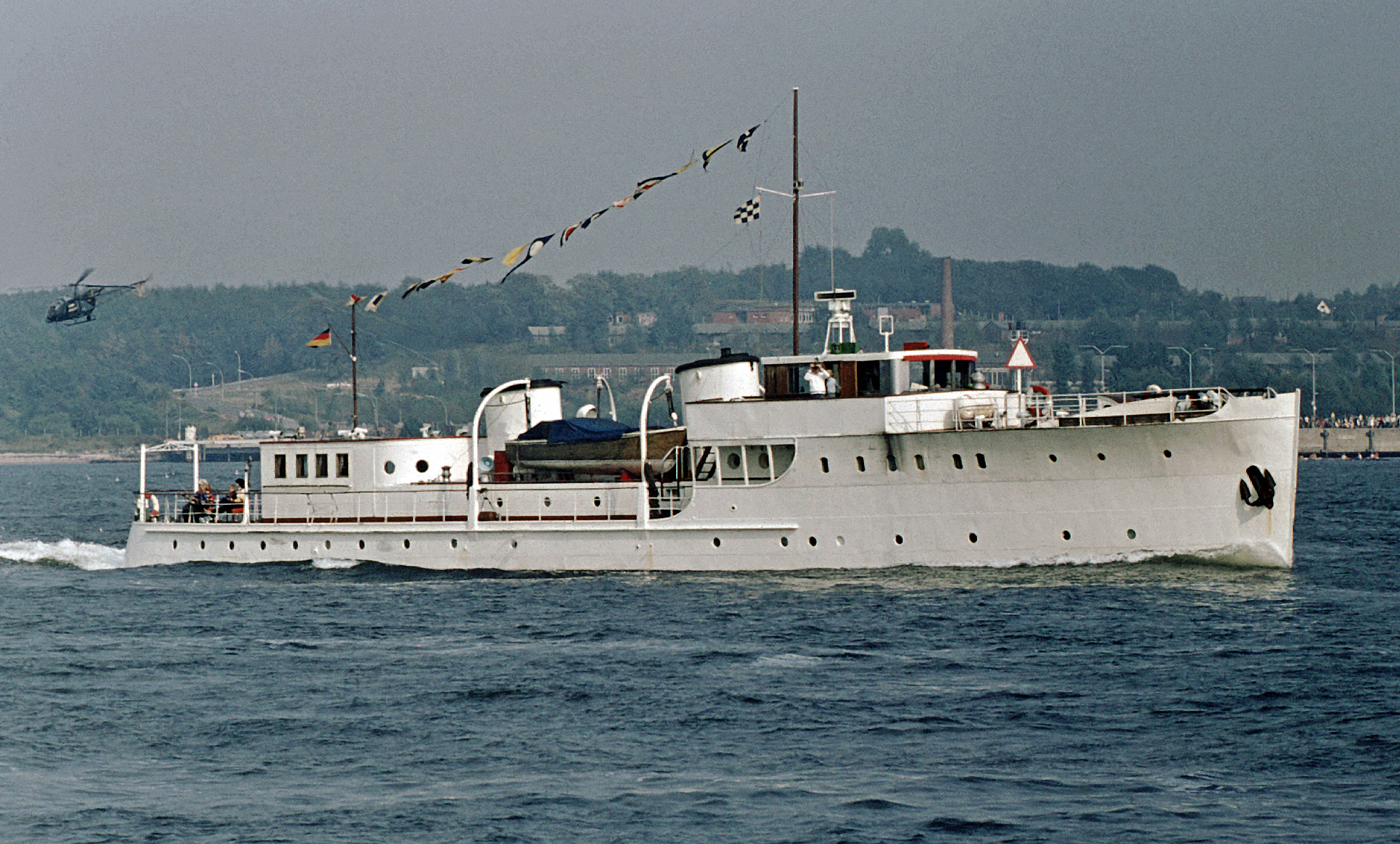
L'Aronia.

En 1924 il possède un hydroplane "Baboum" avec moteur Bugatti construit par Victor Despujols à Arcachon.

1927 "Bagheera" construit à Courbevoie en 1911. La même année "Siveona" construit à Alkmaar en 1924 

Président d'honneur du C.N.C (Cercle Nautique de Chatou) en 1929, il achète à côté du bassin de Meulan, ayant accueilli les épreuves olympiques en 1924, un terrain sur lequel il fait construire le club house du Y.C.I.F (Yacht club de l'Ile-de-France) inauguré le 18 juin 1929.
Ami des Bugatti, il confie au chantier Macario de Deauville la construction de son voilier de 6 mètres, destiné aux régates, "L'Aventurine" en 1930.

en 1932, à l'occasion du cinquantenaire de la S.V.A (Société de la Voile d'Arcachon) il fait don de trois étuis à cigarettes en or pour les trois prix d'honneur des régates. La même année il lance Le Quartz vedette destinée à remorquer les voiliers pour les régates de Deauville. 
En 1933, il achète un yacht à moteur "l'Aronia" construit en 1929 à Copenhague redécoré par Michel Dufet, dont le commandement est confié pendant 4 ans à Jean Maignien de Mersuay. Le yacht ancré au Cours la Reine pour le 8ème salon nautique en 1933 reçoit la visite de Albert Sarraut le 30 septembre. 

Afin de promouvoir la série des 6m50, il crée en 1935 une nouvelle coupe dotée d'un trophée réalisé par Cartier. 

en 1937, il propose au yacht club de Ouistreham  de créer une course croisière Cowes-Ouistreham dotée d'une coupe réalisée par Boucheron "la coupe Armand Esders"  donnant naissance à la S.R.C.O (société des régates de Cowes-Ouistreham).

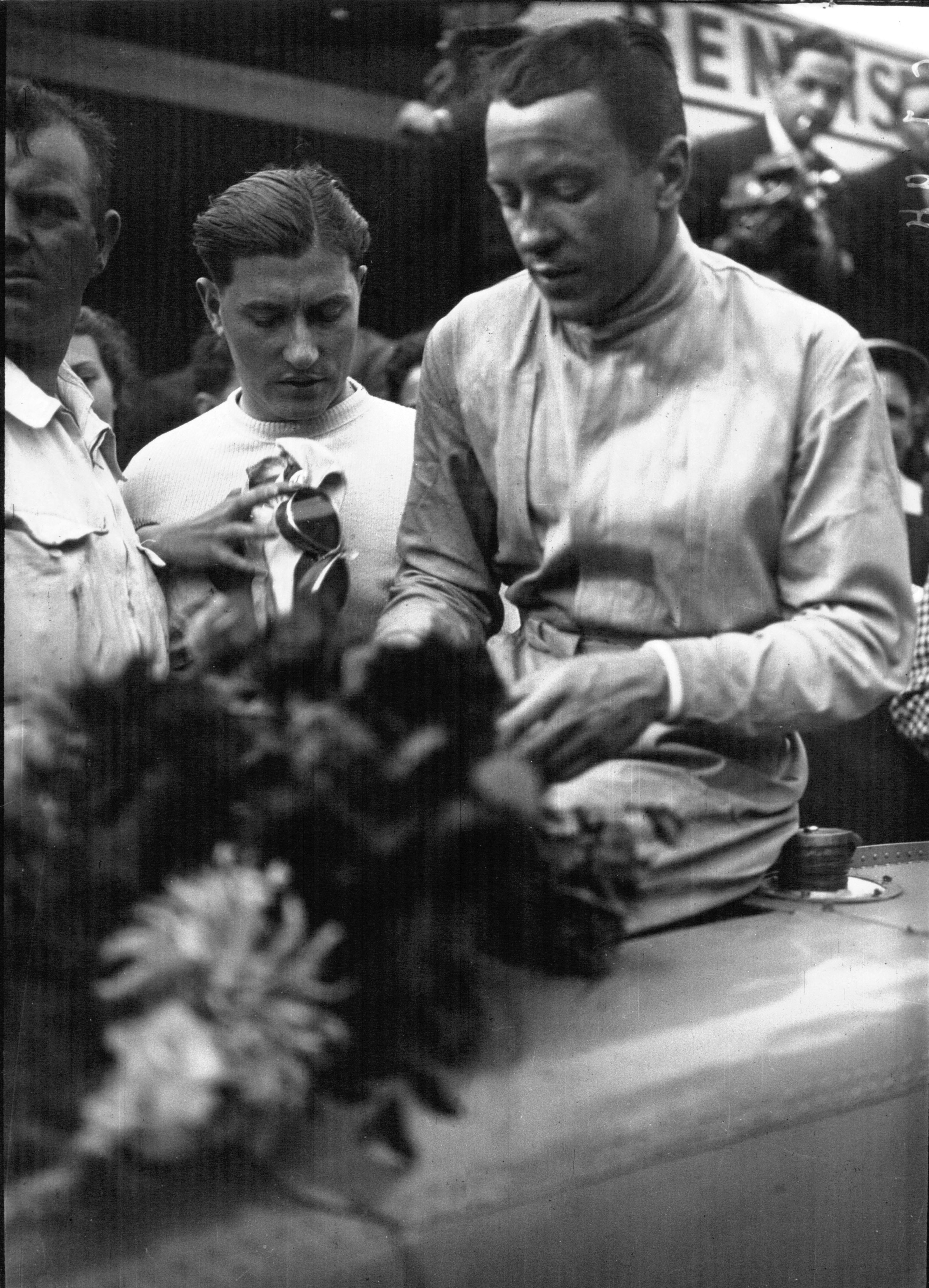
Jean Pierre Wimille
Prix Esders 1936.

## Automobiles

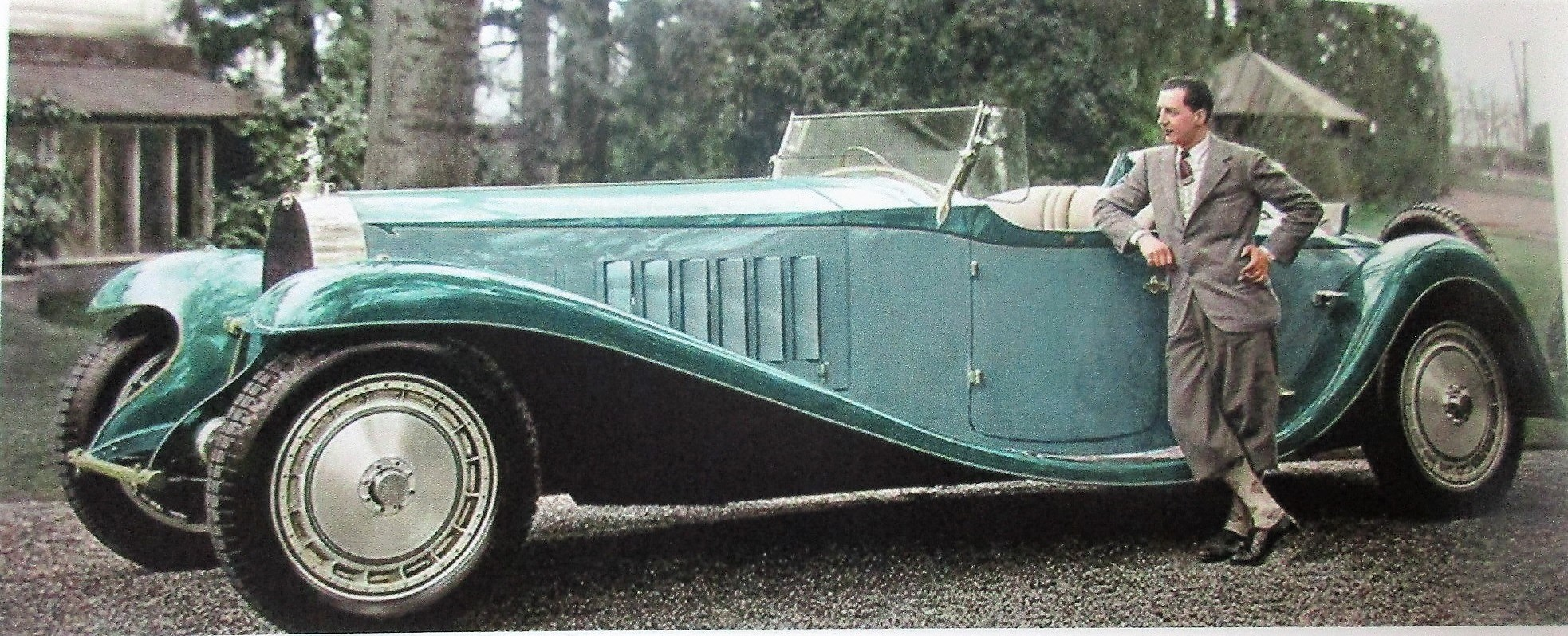
Jean Bugatti
Type-41E de Armand Esders
la voiture n'a pas de phares "Je ne conduis jamais la nuit" (Armand dixit).

- 1932 Bugatti royale 41E (son fils Bernard possède le modèle "Baby").
- 1932 Rolls-Royce "Phantom II" (également sans phares).
- 1935 Hispano-Suiza K6 (son fils possède le modèle enfant).

En mars 1936 une association voit le jour "Le grand prix automobile de Deauville" dit "Prix Esders" qui se court le 19 juillet 1936. Remporté par Jean-Pierre Wimille cette course n'a lieu qu'une fois deux pilotes trouvant la mort lors d'accidents de course Marcel Lehoux et Raymond Chambost.

## Collections
Grand collectionneur d'antiquités, tableaux et objets d'arts la dispersion de ses collections donne lieu à 3 vacations à l'Hôtel Drouot en 1941 et une quatrième à son domicile au 48 rue de Villejust.
- Première vente, étude Etienne Ader 28 mai 1941[16]
- Deuxième vente, étude Etienne Ader 5/6 juin 1941[17]
- Troisième vente, étude Etienne Ader 19/20 juin 1941[18]
- Quatrième vente, étude Etienne Ader 21 juin 1941[19]

## Odonymie

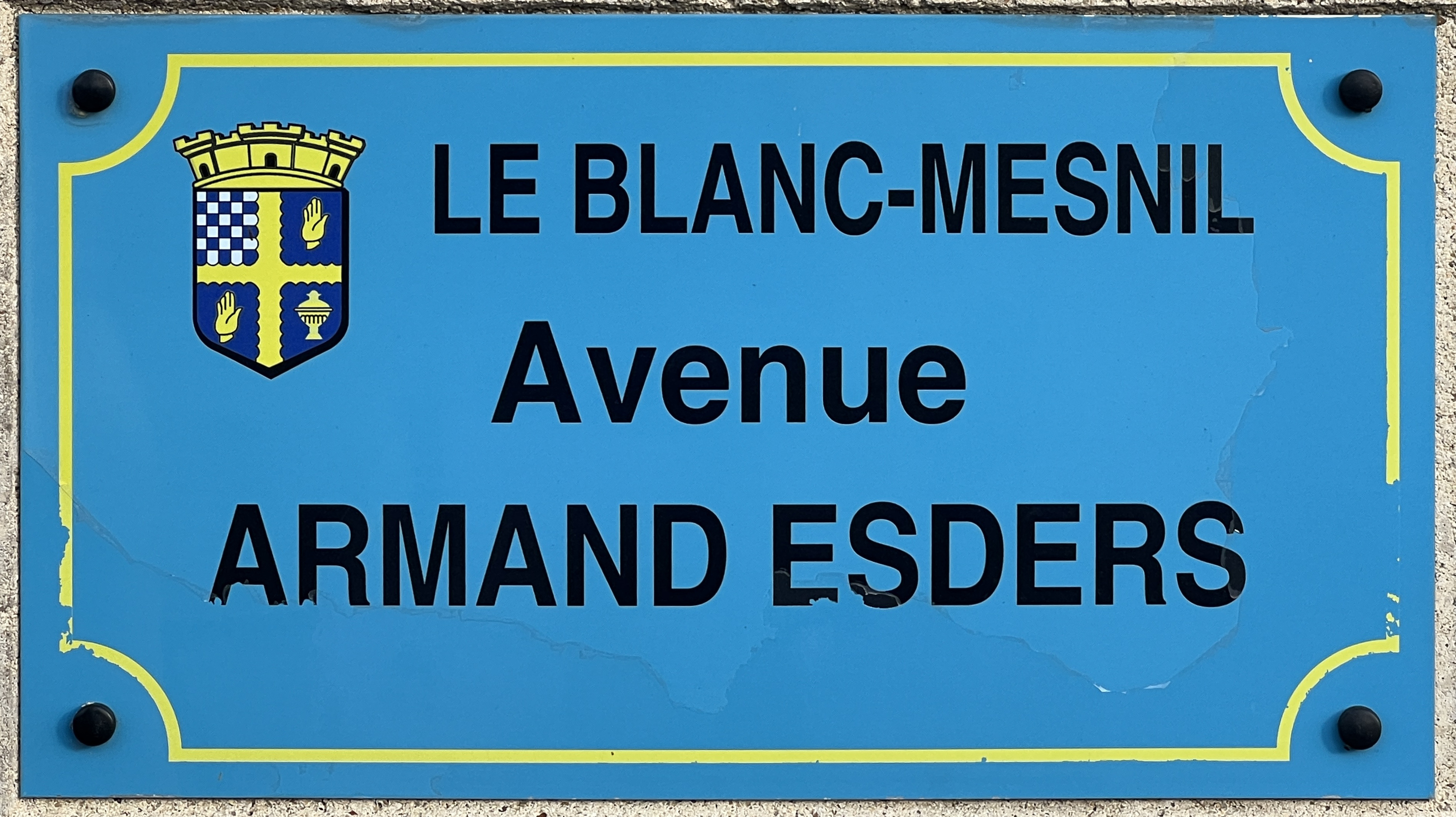

- En 2011, la municipalité deauvillaise lui rend un hommage tardif en donnant son nom à l'allée menant à l'église Saint-Augustin. Une plaque portant sa photo est dévoilée par sa petite fille Viviane Esders galériste parisienne.
- une avenue du Blanc-Mesnil porte son nom.